# Vuelta a España 2023/7. Etappe
Die 7. Etappe der Vuelta a España 2023 fand am 1. September 2023 statt und leitete die 78. Austragung des spanischen Etappenrennens zurück an die Mittelmeerküste. Die Strecke führte von Utiel über 200,8 flache Kilometer nach Oliva. Nach der Zielankunft hatten die Fahrer insgesamt 1109,8 Kilometer absolviert, was 35,1 % der Gesamtdistanz der Rundfahrt entspricht.
Den Etappensieg sicherte sich Geoffrey Soupe (TotalEnergies) im Massensprint. Lenny Martinez (Groupama-FDJ) verteidigte das Rote Trikot.

## Streckenführung
Nach dem Start in Utiel führte die Strecke flach nach Requena, ehe die Straße beim Durchfahren von Chera, Bugarra und Cheste etwas profilierter war, jedoch tendenziell abschüssig verlief. Etwa zur Hälfte der Renndistanz wurde Torrent erreicht, bevor die Fahrer ins Zentrum von Valencia gelangten. Neben zahlreichen anderen Sehenswürdigkeiten führte die Strecke vorbei am Gebäudekomplex des Ciutat de les Arts i les Ciències, ehe das Stadtgebiet entlang der Küste in südlicher Richtung verlassen wurde. Vorbei an langen Stränden ging es über El Perelló nach Cullera, wo 34 Kilometer vor dem Ziel der einzige Zwischensprint ausgefahren wurde. Zusätzlich wurden hier Zeitbonifikationen für das Gesamtklassement vergeben. Auch die verbliebenen letzten Kilometer führten flach entlang der Küste in Richtung Süden. Kurz vor dem Ziel in Oliva wurde auch Gandia durchfahren.
|                | Ort     | Kilometer |
| -------------- | ------- | --------- |
| Start          | Utiel   | 0,0       |
| Zwischensprint | Cullera | 166,8     |
| Bonussprint    | Cullera | 166,8     |
| Ziel           | Oliva   | 200,8     |

## Rennverlauf
Unmittelbar nach dem Start setzten sich mit José Herrada (Cofidis) und Ander Okamika (Burgos-BH) zwei Fahrer vom Hauptfeld ab. Nach rund 60 Kilometern kamen Geraint Thomas und Kim Heiduk (beide Ineos Grenadiers) im Peloton zu Sturz, wobei beide das Rennen vorsetzen konnten. 67 Kilometer vor dem Ziel wurde José Herrada vom Hauptfeld eingeholt, während Ander Okamika nach einmal beschleunigte und rund 40 Kilometer vor dem Ziel gestellt wurde. Bei. Zwischensprint in Cullera setzte sich Kaden Groves (Alpecin-Deceuninck) vor Marijn van den Berg (EF Education-EasyPost) durch, ehe Jonas Vingegaard (Jumbo-Visma) die Linie als Dritter überquerte und sich so drei Bonussekunden sicherte.
Im Finale kam es zu zwei Stürzen im Hauptfelds. Zunächst gingen Sepp Kuss (Jumbo-Visma), Pierre Latour (TotalEnergies), Jetse Bol (Burgos-BH) und Felix Engelhardt (Jayco AlUla) elf Kilometer vor dem Ziel zu Boden, ehe Thymen Arensman, Jonathan Castroviejo (beide Ineos Grenadiers) und Romain Bardet (DSM-Firmenich) in einen größeren Massensturz rund sechs Kilometer vor dem Ziel involviert waren. Thymen Arensman konnte das Rennen nach dem Sturz nicht fortsetzen. Im Zielsprint setzte sich überraschend der Franzose Geoffrey Soupe (TotalEnergies) vor Orluis Aular (Caja Rural-Seguros RGA) und Edward Theuns (Lidl-Trek) durch, nachdem er den Sprint rund 200 Meter vor dem Ziel nach einer Linkskurve eröffnet hatte.
In der Gesamtwertung behielt Lenny Martinez (Groupama-FDJ) das Rote Trikot und lag weiterhin acht Sekunden vor Sepp Kuss. Jonas Vingegaard rückte auf den Gesamtrang zehn vor und lag nun nur noch drei Sekunden hinter Remco Evenepoel (Soudal Quick-Step). Kaden Groves und Eduardo Sepúlveda (Lotto Dstny) verteidigten ihr Führung in der  Punktewertung bzw. Bergwertung. Ander Okamika wurde zum kämpferischsten Fahrer gewählt und das Team Bahrain Victorious blieb an der Spitze der Mannschaftswertung. Mit Ausnahme von Thymen Arensman erreichten alle Starter das Ziel, womit noch 164 Fahrer im Rennen verblieben.

## Ergebnis
| \| Etappenergebnis \| Etappenergebnis \| Etappenergebnis \| Etappenergebnis \| Etappenergebnis \| \| Fahrer \| Fahrer \| Land \| Team \| Zeit \| \| --------------- \| -------------------- \| --------------- \| ------------------------ \| --------------- \| \| 1. \| Geoffrey Soupe \| Frankreich \| TotalEnergies \| 4 h 56 min 29 s \| \| 2. \| Orluis Aular \| Venezuela \| Caja Rural-Seguros RGA \| + 0 s \| \| 3. \| Edward Theuns \| Belgien \| Lidl-Trek \| + 0 s \| \| 4. \| Sebastián Molano \| Kolumbien \| UAE Team Emirates \| + 0 s \| \| 5. \| Kaden Groves \| Australien \| Alpecin-Deceuninck \| + 0 s \| \| 6. \| Marijn van den Berg \| Niederlande \| EF Education-EasyPost \| + 0 s \| \| 7. \| David González López \| Spanien \| Caja Rural-Seguros RGA \| + 0 s \| \| 8. \| Hugo Page \| Frankreich \| Intermarché-Circus-Wanty \| + 0 s \| \| 9. \| Filippo Ganna \| Italien \| Ineos Grenadiers \| + 0 s \| \| 10. \| Matevž Govekar \| Slowenien \| Bahrain Victorious \| + 0 s \| |                      |             |                          |                 |
| |                      |             |                          |                 |
| Quelle: ProCyclingStats |                      |             |                          |                 |
| Etappenergebnis |                      |             |                          |                 |
| Fahrer | Fahrer               | Land        | Team                     | Zeit            |
| 1. | Geoffrey Soupe       | Frankreich  | TotalEnergies            | 4 h 56 min 29 s |
| 2. | Orluis Aular         | Venezuela   | Caja Rural-Seguros RGA   | + 0 s           |
| 3. | Edward Theuns        | Belgien     | Lidl-Trek                | + 0 s           |
| 4. | Sebastián Molano     | Kolumbien   | UAE Team Emirates        | + 0 s           |
| 5. | Kaden Groves         | Australien  | Alpecin-Deceuninck       | + 0 s           |
| 6. | Marijn van den Berg  | Niederlande | EF Education-EasyPost    | + 0 s           |
| 7. | David González López | Spanien     | Caja Rural-Seguros RGA   | + 0 s           |
| 8. | Hugo Page            | Frankreich  | Intermarché-Circus-Wanty | + 0 s           |
| 9. | Filippo Ganna        | Italien     | Ineos Grenadiers         | + 0 s           |
| 10. | Matevž Govekar       | Slowenien   | Bahrain Victorious       | + 0 s           |

## Gesamtstände
| \| Gesamtwertung \| Gesamtwertung \| Gesamtwertung \| Gesamtwertung \| Gesamtwertung \| \| Fahrer \| Fahrer \| Land \| Team \| Zeit \| \| ------------- \| ---------------- \| ------------------ \| ---------------------- \| ---------------- \| \| 1. \| Lenny Martinez \| Frankreich \| Groupama-FDJ \| 26 h 37 min 04 s \| \| 2. \| Sepp Kuss \| Vereinigte Staaten \| Jumbo-Visma \| + 8 s \| \| 3. \| Marc Soler \| Spanien \| UAE Team Emirates \| + 51 s \| \| 4. \| Wout Poels \| Niederlande \| Bahrain Victorious \| + 1 min 41 s \| \| 5. \| Steff Cras \| Belgien \| TotalEnergies \| + 1 min 48 s \| \| 6. \| Mikel Landa \| Spanien \| Bahrain Victorious \| + 1 min 58 s \| \| 7. \| David de la Cruz \| Spanien \| Astana Qazaqstan Team \| + 2 min 23 s \| \| 8. \| Jefferson Cepeda \| Ecuador \| Caja Rural-Seguros RGA \| + 2 min 30 s \| \| 9. \| Remco Evenepoel \| Belgien \| Soudal Quick-Step \| + 2 min 47 s \| \| 10. \| Jonas Vingegaard \| Dänemark \| Jumbo-Visma \| + 2 min 50 s \| |                  |                    |                        |                  |
| |                  |                    |                        |                  |
| Quelle: ProCyclingStats |                  |                    |                        |                  |
| Gesamtwertung |                  |                    |                        |                  |
| Fahrer | Fahrer           | Land               | Team                   | Zeit             |
| 1. | Lenny Martinez   | Frankreich         | Groupama-FDJ           | 26 h 37 min 04 s |
| 2. | Sepp Kuss        | Vereinigte Staaten | Jumbo-Visma            | + 8 s            |
| 3. | Marc Soler       | Spanien            | UAE Team Emirates      | + 51 s           |
| 4. | Wout Poels       | Niederlande        | Bahrain Victorious     | + 1 min 41 s     |
| 5. | Steff Cras       | Belgien            | TotalEnergies          | + 1 min 48 s     |
| 6. | Mikel Landa      | Spanien            | Bahrain Victorious     | + 1 min 58 s     |
| 7. | David de la Cruz | Spanien            | Astana Qazaqstan Team  | + 2 min 23 s     |
| 8. | Jefferson Cepeda | Ecuador            | Caja Rural-Seguros RGA | + 2 min 30 s     |
| 9. | Remco Evenepoel  | Belgien            | Soudal Quick-Step      | + 2 min 47 s     |
| 10. | Jonas Vingegaard | Dänemark           | Jumbo-Visma            | + 2 min 50 s     |

| Punktewertung | Punktewertung       | Punktewertung | Punktewertung          | Punktewertung |
| Fahrer        | Fahrer              | Land          | Team                   | Punkte        |
| ------------- | ------------------- | ------------- | ---------------------- | ------------- |
| 1.            | Kaden Groves        | Australien    | Alpecin-Deceuninck     | 158 P.        |
| 2.            | Andrea Vendrame     | Italien       | AG2R Citroën Team      | 66 P.         |
| 3.            | Geoffrey Soupe      | Frankreich    | TotalEnergies          | 61 P.         |
| 4.            | Marijn van den Berg | Niederlande   | EF Education-EasyPost  | 57 P.         |
| 5.            | Edward Theuns       | Belgien       | Lidl-Trek              | 55 P.         |
| 6.            | Marc Soler          | Spanien       | UAE Team Emirates      | 52 P.         |
| 7.            | Sebastián Molano    | Kolumbien     | UAE Team Emirates      | 48 P.         |
| 8.            | Orluis Aular        | Venezuela     | Caja Rural-Seguros RGA | 47 P.         |
| 9.            | Remco Evenepoel     | Belgien       | Soudal Quick-Step      | 45 P.         |
| 10.           | Andreas Kron        | Dänemark      | Lotto Dstny            | 45 P.         |

| Bergwertung | Bergwertung       | Bergwertung        | Bergwertung           | Bergwertung |
| Fahrer      | Fahrer            | Land               | Team                  | Punkte      |
| ----------- | ----------------- | ------------------ | --------------------- | ----------- |
| 1.          | Eduardo Sepúlveda | Argentinien        | Lotto Dstny           | 21 P.       |
| 2.          | Sepp Kuss         | Vereinigte Staaten | Jumbo-Visma           | 10 P.       |
| 3.          | Remco Evenepoel   | Belgien            | Soudal Quick-Step     | 10 P.       |
| 4.          | Matteo Sobrero    | Italien            | Team Jayco AlUla      | 6 P.        |
| 5.          | Javier Romo       | Spanien            | Astana Qazaqstan Team | 6 P.        |
| 6.          | Lenny Martinez    | Frankreich         | Groupama-FDJ          | 6 P.        |
| 7.          | Jonas Vingegaard  | Dänemark           | Jumbo-Visma           | 6 P.        |
| 8.          | Damiano Caruso    | Italien            | Bahrain Victorious    | 6 P.        |
| 9.          | Marc Soler        | Spanien            | UAE Team Emirates     | 5 P.        |
| 10.         | Jesús Herrada     | Spanien            | Cofidis               | 4 P.        |

| Nachwuchswertung | Nachwuchswertung  | Nachwuchswertung       | Nachwuchswertung      | Nachwuchswertung |
| Fahrer           | Fahrer            | Land                   | Team                  | Zeit             |
| ---------------- | ----------------- | ---------------------- | --------------------- | ---------------- |
| 1.               | Lenny Martinez    | Frankreich             | Groupama-FDJ          | 26 h 37 min 04 s |
| 2.               | Remco Evenepoel   | Belgien                | Soudal Quick-Step     | + 2 min 47 s     |
| 3.               | Juan Ayuso        | Spanien                | UAE Team Emirates     | + 3 min 06 s     |
| 4.               | Cian Uijtdebroeks | Belgien                | Bora-Hansgrohe        | + 3 min 08 s     |
| 5.               | João Almeida      | Portugal               | UAE Team Emirates     | + 3 min 17 s     |
| 6.               | Einer Rubio       | Kolumbien              | Movistar Team         | + 3 min 22 s     |
| 7.               | Santiago Buitrago | Kolumbien              | Bahrain Victorious    | + 3 min 58 s     |
| 8.               | Attila Valter     | Ungarn                 | Jumbo-Visma           | + 6 min 24 s     |
| 9.               | Sean Quinn        | Vereinigte Staaten     | EF Education-EasyPost | + 14 min 00 s    |
| 10.              | Max Poole         | Vereinigtes Königreich | Team DSM-Firmenich    | + 14 min 51 s    |

| Mannschaftswertung | Mannschaftswertung     | Mannschaftswertung           | Mannschaftswertung |
| Team               | Team                   | Land                         | Zeit               |
| ------------------ | ---------------------- | ---------------------------- | ------------------ |
| 1.                 | Bahrain Victorious     | Bahrain                      | 79 h 21 min 07 s   |
| 2.                 | Jumbo-Visma            | Niederlande                  | + 3 s              |
| 3.                 | UAE Team Emirates      | Vereinigte Arabische Emirate | + 1 min 15 s       |
| 4.                 | Bora-Hansgrohe         | Deutschland                  | + 4 min 04 s       |
| 5.                 | Ineos Grenadiers       | Vereinigtes Königreich       | + 10 min 15 s      |
| 6.                 | Movistar Team          | Spanien                      | + 15 min 35 s      |
| 7.                 | Soudal Quick-Step      | Belgien                      | + 23 min 34 s      |
| 8.                 | Caja Rural-Seguros RGA | Spanien                      | + 25 min 47 s      |
| 9.                 | EF Education-EasyPost  | Vereinigte Staaten           | + 26 min 22 s      |
| 10.                | Groupama-FDJ           | Frankreich                   | + 31 min 30 s      |

## Ausgeschiedene Fahrer
Thymen Arensman (Ineos Grenadiers): beendete die Etappe wegen eines Schlüsselbeinbruchs und Gesichtsverletzungen nicht.